# Rott am Inn
Rott am Inn är en kommun och ort i Landkreis Rosenheim i Regierungsbezirk Oberbayern i förbundslandet Bayern i Tyskland.
Kommunen ingår i kommunalförbundet Rott am Inn tillsammans med kommunen Ramerberg.